# Tiffany Travis
Tiffany Travis (Picayune, 20 marzo 1978) è un'ex cestista statunitense, professionista nella WNBA.

## Carriera
È stata selezionata dalle Charlotte Sting al secondo giro del Draft WNBA 2000 (27ª scelta assoluta).